# Friedrich Wilhelm Kümpel

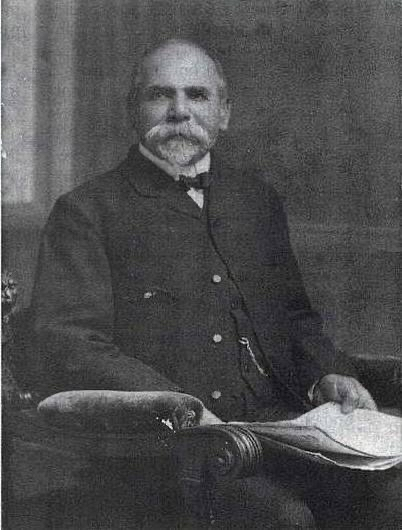
Foto de Friedrich Wilhelm Kümpel

Friedrich Wilhelm Kümpel (por vezes, em português, Guilherme Frederico Kümpel) nasceu em 24 de abril de 1842 e foi um dos pioneiros da Igreja Adventista do Sétimo Dia no Brasil. Guilherme, já batizado Adventista do Sétimo Dia, imigrou da Alemanha no final do século XIX com sua esposa Helena Kümpel e seus filhos. Ao chegarem ao Brasil se estabeleceram no local que, posteriormente, passou a ser chamado de Boa Vista do Guilherme, em Lagoa dos Três Cantos, no Rio Grande do Sul. A família Kümpel organizou um grupo de estudos bíblicos juntamente à família Reis, que se interessou pelo fato de os Kümpel's serem guardadores do sábado. Após os estudos, a família Reis foi batizada adventista. Em 1893, a família Kümpel fundou a Igreja de Boa Vista do Guilherme, primeira Igreja Adventista do Sétimo dia do Rio Grande do Sul, que se mantém ativa até os dias atuais. A família Kümpel considerou relevante organizar as reuniões em português,  possibilitando que brasileiros também tivessem acesso à fé adventista, uma vez que não havia Igreja Adventista em português no Brasil até então. O adventismo cresceu e se tornou denominação de milhões de brasileiros. A família Kümpel foi extremamente relevante na disseminação do evangelho adventista no Rio Grande do Sul e é lembrada pelo pioneirismo da religião sabatista e preocupação com a pregação do evangelho na língua dos brasileiros. Guilherme faleceu em 25 de maio de 1915 e está enterrado no cemitério da família Kümpel em Lagoa dos Três Cantos, RS.